# André Moura
André Luis Dantas Ferreira, mais conhecido como André Moura (Salvador, 23 de fevereiro de 1972), é um político brasileiro filiado ao UNIÃO, baseado no estado de Sergipe. Foi o líder do governo Temer no Congresso Nacional do Brasil.
Foi prefeito do município de Pirambu por dois mandatos consecutivos, no período de 1997 a 2004, quando era membro do Partido da Frente Liberal (PFL). Depois elegeu-se deputado estadual em 2006, já filiado ao PSC. Desde fevereiro de 2011 ocupa o cargo de deputado federal por Sergipe.
Foi líder do governo na Câmara dos Deputados de maio de 2016 a fevereiro de 2017, quando o Presidente Michel Temer indicou Aguinaldo Ribeiro para substituí-lo na função.

## Biografia
André Luis Dantas Ferreira nasceu em Salvador em 23 de fevereiro de 1972. É filho de Alice Maria Dantas Ferreira, conhecida como Lila Moura, e de Reinaldo Moura Ferreira, que já foi vereador de Aracaju, deputado estadual de Sergipe, sendo hoje conselheiro aposentado do Tribunal de Contas do mesmo estado. Casou-se em 10 de dezembro de 1993 com Lara Adriana Veiga Barreto Ferreira, com quem tem dois filhos, Yandra Barreto Ferreira e Yago José Barreto Ferreira.
Em 1990, com 18 anos de idade, André ingressou na carreira política. Filiou-se ao Partido da Frente Liberal (PFL) e trabalhou na assessoria da então primeira-dama de Sergipe, Maria do Carmo Alves. Ainda naquele ano, participou da campanha eleitoral que levou seu pai, Reinaldo Moura, ao mandato de deputado estadual.

## Ficha Suja
No pleito de outubro de 2014, após uma campanha tumultuada na qual o Tribunal Regional Eleitoral de Sergipe impugnou sua candidatura, em decisão tomada pela maioria dos membros do tribunal após acatar pedido do Ministério Público Federal, que o acusou de estar inelegível por ter sido condenado, em duas ocasiões e por órgão colegiado, em razão de processos judiciais da época em que foi prefeito de Pirambu (SE).  André Moura foi reeleito deputado federal com 71.523 votos (6.79%), mas ficou impedido de assumir o cargo.
Porém, em dezembro do mesmo ano, após analisar o caso, o Tribunal Superior Eleitoral deu parecer favorável a candidatura do parlamentar. Com o resultado, os votos dele foram validados pelo próprio TSE e pelo Tribunal Regional Eleitoral de Sergipe. O recurso foi provocado pelo Ministério Púbico federal (MPF) e tinha como relator o ministro Gilmar Mendes. Diante da decisão, o Superior Tribunal de Justiça (STJ) decidiu por unanimidade, em caráter liminar, suspender os efeitos de uma decisão da Justiça que enquadrava André Moura na lei da Ficha Limpa. O agravo foi julgado em uma Câmara composta por cinco ministros daquela corte de justiça.
Em agosto de 2017 foi condenado em primeira instância por lesar os cofres públicos durante seu mandato de prefeito  1,4 milhão de reais, valor destinado para o Olímpico Pirambu Futebol Clube. Outros dois processos, aos quais cabe recurso, acusam  André Moura de utilizar dinheiro público para comprar alimentos, inclusive para churrasco bebida alcoólica para consumo particular.
Na Operação Lava Jato é suspeito de atuar com aliados do ex-deputado Eduardo Cunha para chantagear empresas na Câmara dos Deputados. Também é acusado de se apropriar ou desviar bens públicos, durante e após o seu mandato de prefeito de Pirambu, como alimentos e veículos da frota do município, receber ilicitamente mesada entre 30 e 50 mil reais, e  indicar funcionários fantasmas, entre eles sua esposa, para trabalhar na prefeitura.

## Segundo mandato no congresso

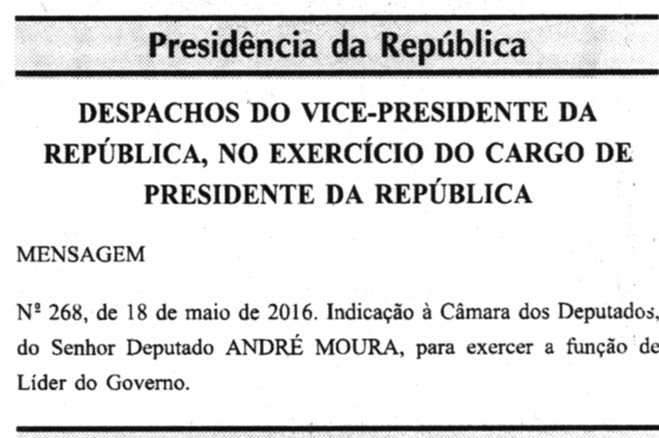
Indicação para líder do Governo Michel Temer.

Votou a favor do Processo de impeachment de Dilma Rousseff. Já durante o Governo Michel Temer, votou a favor da PEC do Teto dos Gastos Públicos. Em abril de 2017 foi favorável à Reforma Trabalhista. Em agosto de 2017 votou contra o processo em que se pedia abertura de investigação do então presidente Michel Temer, ajudando a arquivar a denúncia do Ministério Público Federal.

### Líder do governo Temer no congresso
Em 19 de maio de 2016 é publicada no Diário Oficial da União a mensagem de número 268, por despacho do presidente Michel Temer, indicando André Moura para exercer a função de Líder do Governo na Câmara dos Deputados.
Em fevereiro de 2017 o Presidente Michel Temer indicou Aguinaldo Ribeiro para substituí-lo na função. Em março de 2017 retornou à liderança do governo no congresso.
Apesar de réu em três ações penais e investigado em outros três inquéritos no Supremo Tribunal Federal (STF),  defendeu tolerância zero com criminosos ao discursar sobre segurança pública em Sergipe afirmando que  “bandido bom é bandido morto”.
Disputando uma cadeira no Senado nas eleições de 2018, ficou em terceiro lugar com 251.213 votos. 

## Secretário Estadual do Rio de Janeiro
Em junho de 2019 foi empossado  pelo governador Wilson Witzel, no cargo de Secretário de Governo do estado do Rio de Janeiro para representação em Brasília na captação de recursos e assuntos parlamentares de interesse do estado. 
Ficou quatro meses na Secretaria Extraordinária de Representação do Rio de Janeiro em Brasília e apresentando bons resultados, André Moura foi convidado pelo governador Wilson Witzel à assumir a   a partir do dia 01 de outubro, a pedido do Presidente Nacional do seu partido, Pastor Everaldo. Acabou sendo exonerado em 28 de maio de 2019 por, supostamente, não estar se impondo ao presidente da Assembleia estadual, André Ceciliano.